# Hermann Ach
Hermann Ach (* 21. Juli 1880 als Hermann Ach Edler von Jähnstein in St. Johann am Steinfelde; † 20. September 1953 in Wien) war ein österreichischer Beamter und Politiker, der dem Heimatblock nahestand.

## Jugend und Ausbildung
Hermann Ach entstammte einer alten Wiener Familie. Er studierte Rechtswissenschaft an der Universität Wien, wo er auch promovierte. 1908 heiratete er Charlotte Claricini von Dornpacher, aus der Ehe gingen keine Kinder hervor. Ach war Mitglied des Deutsch-Österreichischen Alpenvereins.

## Beamtenlaufbahn
Ab 1904 war er in der politischen Verwaltung in der Statthalterei in Triest als Konzeptspraktikant tätig. 1912 wurde er ins Bundesministerium für Inneres berufen, wo er im administrativen Polizeidienst, später bei der Staatspolizei verwendet wurde. In der Ersten Republik wurde er 1918 als Ministerialvizesekretär übernommen und 1922 zum Ministerialrat ernannt. 1927–1932 war er Staatskommissär bei der Postkarten Industrie AG. Von 1. Jänner 1930 bis 20. Mai 1932 war er auch Leiter der Gendarmerieabteilung des Bundeskanzleramts. Als Beamter war er 1932–1935 bei vollen Bezügen beurlaubt, am 2. April 1935 wurde er zum Sektionschef ernannt. Nach eigenen Angaben (in seinem Gau-Akt) wurde er am 1. Juli 1935 wegen Begünstigung illegaler Nationalsozialisten strafweise pensioniert.

## Politische Funktion
In der Bundesregierung Dollfuß I war er von 20. Mai 1932 bis 28. September 1932 als Bundesminister im Bundeskanzleramt mit der sachlichen Leitung der Angelegenheiten der öffentlichen Sicherheit betraut.
Während der Zeit des Ständestaats trat Ach der Vaterländischen Front bei und war 1934–1938 Vorsitzender der Kodifizierungskommission.